# Pie à la Mode
Pie à la Mode (nghĩa đen là "pie theo mốt hiện tại"/"pie đúng mốt") là loại bánh pie ăn kèm với kem. Cụm từ ẩm thực Pháp à la mode được dùng trong tên gọi của món tráng miệng Mỹ này còn bắt gặp trong các món ăn khác như boeuf à la mode (bò à la mode).
Pie à la Mode được cho là đã được phát minh tại Khách sạn Cambridge ở Cambridge, Quận Washington, New York vào thập niên 1890 .